# Colpochila nana
Colpochila nana är en skalbaggsart som beskrevs av Britton 1986. Colpochila nana ingår i släktet Colpochila och familjen Melolonthidae. Inga underarter finns listade i Catalogue of Life.